# Пап Амаду Діалло
Пап Амаду Діалло (фр. Pape Amadou Diallo, нар. 25 червня 2004, Сент-Луї, Сенегал) — сенегальський футболіст, нападник французького клубу «Мец» та національної збірної Сенегалу.

## Ігрова кар'єра

### Клубна
Пап Амаду Діалло починав займатися футболом у Сенегалі в академії «Генератіон Фут». У лютому 2023 року футболіст перейшов до французького «Меца», де починав грати у дублюючому складі. 3 вересня 2023 року Діалло дебютував у першій команді «Меца» у чемпіонаті Франції.

### Збірна
У складі молодіжної збірної Сенегалу у 2023 році Пап Діалло ста переможцем молодіжного Кубка африканських націй в Єгипті.
Також Пап Діалло виграв турнір Кубку африканських націй 2022, що проходив в Алжирі. 14 січня у матчі проти команди Кот-д'Івуару Діалло дебютував у національній збірній Сенегалу.

## Титули
Сенегал (U-20)
 Переможець молодіжного Кубку африканських націй: 2023
Сенегал
 Переможець Кубку африканських націй: 2021